# Schlomo Argov
Schlomo Argov (hebräisch שלמה ארגוב, * 14. Dezember 1929 in Jerusalem; † 23. Februar 2003 ebenda) war ein israelischer Diplomat.

## Leben
Schlomo Argov wurde 1929 in Jerusalem geboren. Seine Familie war dort schon seit sieben Generationen ansässig. In jungen Jahren trat er Palmach bei. Während des israelischen Unabhängigkeitskrieges 1948 wurde Argov bei den Kämpfen um die Stadt Safed verwundet.
Später studierte Argov Politikwissenschaft an der Georgetown University in Washington, D.C. und erhielt dort 1952 seinen Bachelor of Arts. Seinen Master of Arts erhielt er 1955 an der London School of Economics.
Argov wurde nun mehrere Jahre im Büro des Premierministers tätig, bevor er 1959 in das Außenministerium wechselte. Seine ersten Aufgaben im diplomatischen Dienst führten ihn an die israelischen Botschaften in Ghana und Nigeria. Von 1971 bis 1974 war Argov Botschafter in Mexiko sowie von 1977 bis 1979 in den Niederlanden. Sein nächster Posten als Botschafter führten ihn nach London. Im September 1979 trat er dort das Amt des israelischen Botschafters im Vereinigten Königreich an.
Am 3. Juni 1982 wurde von drei Mitgliedern der PLO-Abspaltung Abu-Nidal-Organisation ein Attentat auf ihn verübt. Argov, der sich zuvor zusammen mit 80 weiteren Diplomaten auf einem privaten Dinner im Londoner Dorchester Hotel aufgehalten hatte, wurde beim Verlassen des Hotels niedergeschossen und schwer verletzt. Mit diesem Attentat rechtfertigte die israelische Regierung unter Menachem Begin den Einmarsch in den Libanon 1982. Der Gegenangriff galt nicht Bagdad und Damaskus, die Abu-Nidal als Stützpunkte dienten, sondern Beirut, wo sich die PLO befand.
Die nächsten 21 Jahre wurde Argov im Hadassah Hospital in Jerusalem betreut. Im Februar 2003 starb er dort an den Spätfolgen seiner Verletzungen.